# باك فروم 2038 (فلم)
باك فروم 2038 هو فيلم خيالي من إنتاج كويتي، أُصدر هذا الفيلم في 14 من مارس 2019.

## قصة الفيلم
يقدم الفيلم رؤية متخيلة لما ستكون عليه الكويت في العام 2038 من خلال رحلة يسلكها عيسى وصديقه مروان في المستقبل. ويقع في الحب مع روان التي تقود مجموعة من الثوار في مواجهة سيري، الشركة التي تنتج الآليين.

## طاقم العمل
- بيومي فؤاد
- عبد الرحمن العقل
- عيسى المرزوق
- محمد عاشور
- ريم النجم
- إبراهيم الشيخلي